# زابرنوفو
زابرنوفو (به بلغاری: Zabernovo) روستایی در بلغارستان است که در استان بورگاس واقع شده‌است.